# Phoma
Genre
Phoma est un genre de champignons cœlomycètes de la famille des Sphaerioidaceae. Ces champignons du sol communs comprennent de nombreuses espèces phytopathogènes.
140 taxons environ ont été définis et décrits dans le genre Phoma qui peut être subdivisé  en deux grands groupes : d'une part des champignons polyphages, généralement saprophytes ou faiblement parasites, répandus principalement dans les régions tempérées de l'Eurasie, mais rencontrés parfois aussi dans d'autres parties du monde (y compris dans des régions au climat plus frais ou plus chaud), et d'autre part des pathogènes spécifiques des plantes cultivées.
Les spores sont incolores et unicellulaires.  Les pycnides sont noires et déprimées dans les tissus de l'hôte.
Le genre Phoma est conventionnellement limité aux espèces chez lesquelles les spores ont moins de 15 µm,  les formes à spores de plus grande taille ayant été rattachées au genre Macrophoma.
Parmi les espèces les plus importantes figurent Phoma betae qui est l'agent du pied noir et de la pourriture du cœur  chez la betterave, Phoma batata qui provoque une pourriture sèche chez la patate douce et Phoma solani qui provoque une fonte des semis.

## Liste des sous-taxons
Selon NCBI (19 sept. 2011) :
- unclassified Phoma

## Liste d'espèces
Selon ITIS (19 sept. 2011) :
- Phoma herbarum Westend.
- Phoma laminariae Cooke & Massee
- Phoma marina Lind
- Phoma suaedae Jaap

- Phoma caricae-papayae
- Phoma costaricensis
- Phoma cucurbitacearum
- Phoma destructiva
- Phoma draconis
- Phoma eupyrena
- Phoma exigua
  - Phoma exigua var. exigua
  - Phoma exigua var. foveata
  - Phoma exigua var. linicola
- Phoma glomerata
- Phoma glycinicola
- Phoma herbarum
- Phoma insidiosa
- Phoma lingam
- Phoma medicaginis
- Phoma microspora
- Phoma nebulosa
- Phoma oncidii-sphacelati
- Phoma pinodella
- Phoma scabra
- Phoma sclerotioides
- Phoma strasseri
- Phoma tracheiphila